# Erik Kirchschläger
Erik Kirchschläger (* 4. Februar 1996 in Linz) ist ein österreichischer Eishockeyspieler, der zuletzt bis 2024 bei den Graz 99ers in der Österreichischen Eishockeyliga unter Vertrag stand.

## Karriere
Kirchschläger durchlief die diversen Nachwuchsmannschaften des EHC Linz und lief in den Playoffs der Saison 2012/13 erstmals für die erste Herren-Mannschaft in der Österreichischen Eishockey-Liga auf. 2014 gewann er mit den Oberösterreichern die österreichische U18-Meisterschaft, die unter den österreichischen Teams der Erste Bank Juniors League ausgespielt wurde. Ein Jahr später folgte die österreichische U20-Meisterschaft, die unter den österreichischen Teams der Erste Bank Young Stars League ausgespielt wurde. In der Spielzeit 2015/16 spielte er zwar erstmals häufiger in der ÖEHL-Mannschaft, als im Nachwuchsbereich, wurde aber daneben auch beim EK Zell am See in der Inter-National-League eingesetzt. Seit 2018 spielt er für die Graz 99ers in der ÖEHL. Nachdem Kirchschläger seit dem Spätherbst 2023 wegen einer Oberkörperverletzung für mehrere Wochen ausgefallen war, gaben die Steirer am 9. März 2024 bekannt, dass er keinen neuen Vertrag erhalten werde.

### International
Im Juniorenbereich stand Kirchschläger für Österreich zunächst bei den Olympischen Jugend-Winterspielen 2012 in Innsbruck auf dem Eis. Anschließend spielte er bei den U18-Weltmeisterschaften 2013 und 2014 sowie den U20-Weltmeisterschaften 2015 und 2016 jeweils in der Division I.
Sein Debüt in der Herren-Nationalmannschaft gab er am 8. April 2015 bei der 2:4-Niederlage gegen Ungarn in Wien. Zu seinem ersten Turniereinsatz kam er bei der Weltmeisterschaft 2017 in der Division I. Bei der Weltmeisterschaft 2022 spielte er dann in Top-Division.

## Erfolge und Auszeichnungen
- 2014 Österreichischer U18-Meister mit dem EHC Linz
- 2015 Österreichischer U20-Meister mit dem EHC Linz
- 2017 Aufstieg in die Top-Division bei der Weltmeisterschaft der Division I, Gruppe A
- 2018 EBEL-YoungStar der Saison 2017/18

## Karrierestatistik
(Legende zur Spielerstatistik: Sp oder GP = absolvierte Spiele; T oder G = erzielte Tore; V oder A = erzielte Assists; Pkt oder Pts = erzielte Scorerpunkte; SM oder PIM = erhaltene Strafminuten; +/− = Plus/Minus-Bilanz; PP = erzielte Überzahltore; SH = erzielte Unterzahltore; GW = erzielte Siegtore; 1 Play-downs/Relegation; Kursiv: Statistik nicht vollständig)

### International
(Legende zur Spielerstatistik: Sp oder GP = absolvierte Spiele; T oder G = erzielte Tore; V oder A = erzielte Assists; Pkt oder Pts = erzielte Scorerpunkte; SM oder PIM = erhaltene Strafminuten; +/− = Plus/Minus-Bilanz; PP = erzielte Überzahltore; SH = erzielte Unterzahltore; GW = erzielte Siegtore; 1 Play-downs/Relegation; Kursiv: Statistik nicht vollständig)